# Dzioborożec białobrzuchy
Dzioborożec białobrzuchy (Anthracoceros albirostris) – gatunek dużego ptaka z rodziny dzioborożców (Bucerotidae). Występuje w orientalnej Azji. Nie jest zagrożony.

## Zasięg występowania
Dzioborożec białobrzuchy występuje w zależności od podgatunku:
- A. albirostris albirostris – dzioborożec białobrzuchy – Indie do płd. Chin, Indochiny i płn. Półwysep Malajski
- A. albirostris convexus – dzioborożec malajski – płd. Półwysep Malajski, Wielkie Wyspy Sundajskie oraz pobliskie wyspy

## Morfologia
Jest to duży ptak o długości ciała 55–60 cm oraz masie ciała wynoszącej u samców 680–907 g, u samic 567–879 g. Posiada czarne upierzenie z wyjątkiem białych pasów na gardle, brzuchu i spodniej części ogona. Mogą występować drobne różnice regionalne w odniesieniu do koloru dzioba i koloru upierzenia ogona. Samce są większe od samic.

## Biotop
Naturalnym środowiskiem tego ptaka są lasy subtropikalne, tropikalne lasy deszczowe i wilgotne lasy nizinne.

## Pożywienie
Ptak ten jest właściwie wszystkożerny, ale jego ulubionym składnikiem pokarmowym są owoce i jagody: głównie figi i rambutany.

## Status
IUCN uznaje dzioborożca białobrzuchego za gatunek najmniejszej troski (LC, Least Concern). Liczebność populacji nie została oszacowana; w 2001 roku podawano, że jest to najpospolitszy z azjatyckich dzioborożców. BirdLife International uznaje trend liczebności populacji za stabilny ze względu na brak dowodów na spadki liczebności bądź istotne zagrożenia dla gatunku.

## Filatelistyka
Poczta Polska wydała w 30 października 2019 znaczek o nominale 3,30 zł z fotografią dzioborożca białobrzuchego w serii Ptaki Singapuru i Polski (wspólna emisja obu krajów). Nakład liczył 120 000 sztuk. Użyto techniki offsetowej na papierze fluorescencyjnym. Autorem projektu znaczka był Sonny Lee. Na znaczku umieszczone zostały łacińska i polska nazwa gatunku: Anthracoceros albirostris dzioborożec białobrzuchy. W wydanym bloku na bliźniaczym znaczku „polskim” znalazł się sokół wędrowny.